# سنندج
سَنَندَج() (به کردی: سنەدژ، سنه) مرکز استان کردستان و بیستمین شهر بزرگ ایران است. این شهر در غرب ایران قرار گرفته‌است. سنندج در ارتفاع ۱۵۰۰ متری از سطح دریا و در منطقهٔ کوهستانی زاگرس واقع شده و آب و هوایی معتدل و کوهستانی دارد. این شهر از سوی غرب به کوه آبیدر، از شمال به کوه شیخ معروف از جنوب به کوه سراج‌الدین و از شرق به کوه خاتون شیشه‌رێ و گردنه لیلاخ محدود شده‌است و در منطقه‌ای به گستره ۹۵/۷۶۴ هکتار گسترده‌است. سنندج در ۴۵۰ کیلومتری جنوب غربی تهران، سر راه کرمانشاه به مهاباد و ارومیه، قرار دارد. جمعیت این شهر بر پایه برآورد سال ۱۴۰۰ خورشیدی، ۵۵۰٬۰۰۰ نفر بوده‌است.
از سنندج با عناوینی همچون «یکی از پایتخت‌های موسیقی جهان»، «پایتخت دف جهان»، «پایتخت نوروز جهان»، «شهر مساجد»، «شهر هزار مجسمه» و «شهر هزار تپه» یاد شده است. سنندج در سال ۱۴۰۱  به عنوان پایتخت کتاب ایران شناخته شد. همچنین در سال ۲۰۱۹ از طرف یونسکو «شهر خلاق موسیقی» لقب گرفت و به‌عنوان یکی از ۲۸ شهر خلاق موسیقی به عضویت شبکۀ جهانی شهرهای خلاق این سازمان درآمد.
سنندج از دید موقعیت جغرافیایی و فعالیت‌های شهرسازی دوران صفوی و قاجار، از بافت شهری سنتی با ارزشی برخوردار است که سازه‌های مسکونی و سودمند زیادی مانند حمام، مساجد و بازار در آن باقی مانده‌است؛ این شهر دارای محدودهٔ بافت تاریخی-فرهنگی با گستردگی‌ای برابر ۱۲۰ هکتار است. این شهر از دوران گذشته از مراکز مهم اهل‌سنت ایران بوده‌است. در این شهر، زبان کردی اردلانی به‌عنوان زبان گفتاری و زبان فارسی به‌عنوان زبان آموزش و نامه‌نگاری‌های رسمی، مورد استفاده قرار می‌گیرد.

## نام
از شهر سنندج در بسیاری از متون تاریخی با نام سنه یاد شده و چون دژ آن از لحاظ نظامی اهمیت زیادی داشته، آن را سنه‌دژ نامیده‌اند. این واژه در نتیجۀ دگرگونه آوایی به سنندج بدل شد. ژاک دمورگان که در اواخر پادشاهی ناصرالدین‌شاه به ایران آمده، همه‌جا از این شهر با نام سنه یاد کرده‌است. مردم بومی سنندج گاه این شهر را «کورسان» می‌نامند.
بابا مردوخ روحانی در کتاب خود دربارهٔ ریشۀ نام سنندج می‌نویسد:
خود کردها سنندج را «سنه» می‌خوانند و نام اصلی آن گویا همین بوده‌است؛ اما بعد از بنای برج و باروی حکومتی آن را «سنه‌دژ» گفته‌اند که سنندج تحریف و تعریبی از آن است. برخی معتقدند که اصل آن «سانان دژ» بوده به معنی قلعه و محل سانها، زیرا سان در لهجه کردی گورانی، معنی سلطان می‌بخشد چنان‌که «کانی سانان» نیز به معنی محل سلاطین است.
پیشینه سکونت در محل کنونی شهر سنندج (سنه یا سنه‌دژ) به گذشته‌های دور بازمی‌گردد. با این وجود شهر نو سنندج در دورهٔ صفوی و در روزگار شاه‌صفی در سال ۱۰۴۶ هجری قمری توسط سلیمان‌خان اردلان پایه‌گذاری شده‌است. تا پیش از دورهٔ قاجار از این شهر به‌نام سنه یاد می‌شده‌است اما پس از این دوره به سنندج تغییر نام یافت.

### تاریخچه‌ای از منطقهٔ سنندج

دژ سنندج در زمان گذشته

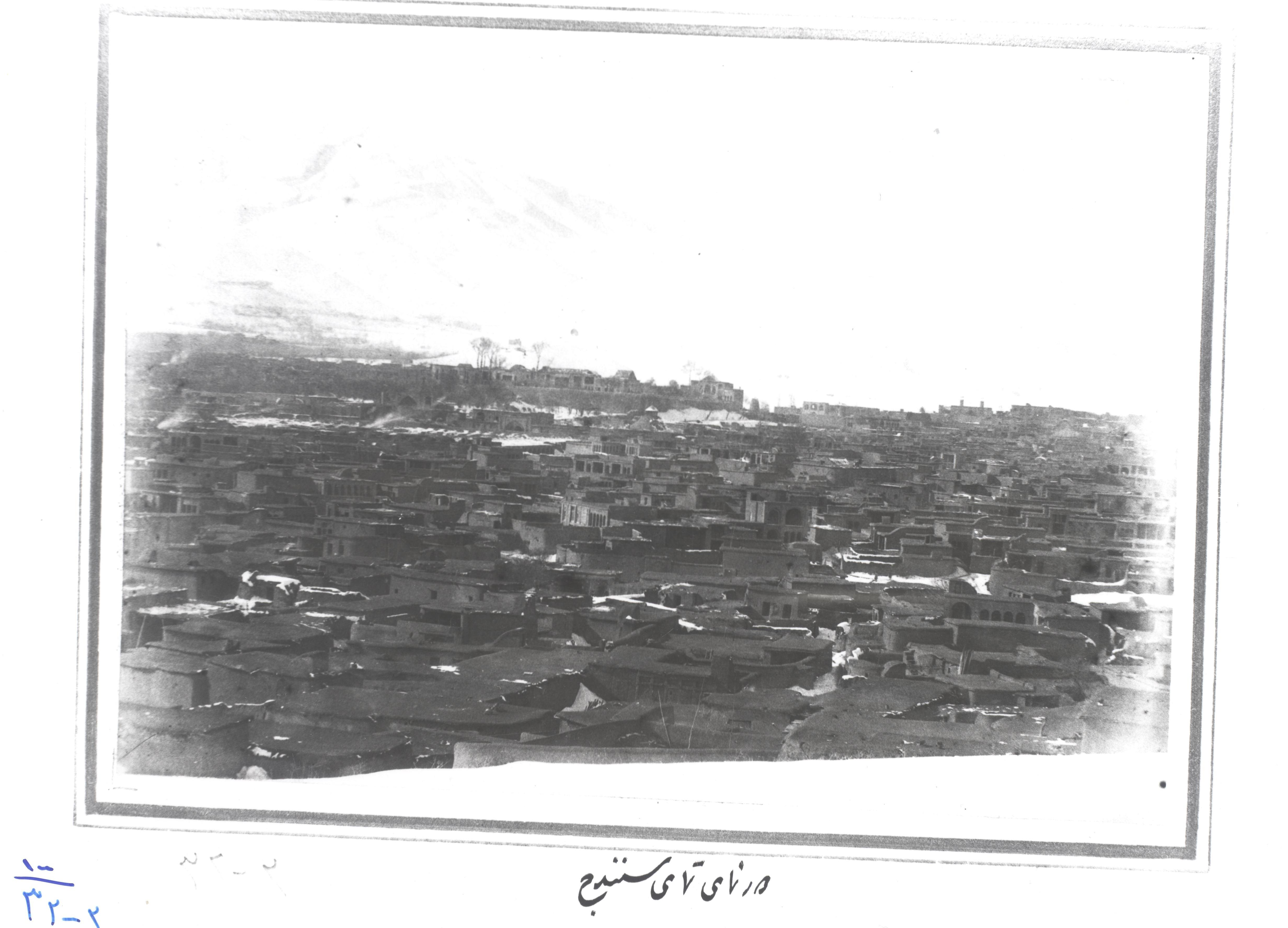
دور نمای سنندج در دوران قاجار(عکس از آرشیو سایه کاخ گلستان)

پس از نابودی دژ حسن‌آباد در سال ۱۰۴۶ هجری قمری در زمان فرمانروایی شاه‌صفی، سلیمان‌خان اردلان پسر تیمورخان اردلان از بستگان مورد اعتماد شاه‌صفی به کردستان آمد، مرکز ایالت کردستان را از حسن‌آباد به سنندج جا به جا کرد و شهر سنندج را در محل روستای سنه پی نهاد و دژ حکومتی را بر بالای تپه‌ای به بلندای ۲۰ متر در کنار روستای سنه (که امروزه به باشگاه افسران معروف است) ساخت و در بیرون و پیرامون دژ؛ خانه، گرمابه، بازار و مسجدی ساخت و رشته کاریزی نیز در دشت «سرنوی» پی نهاد و آب آن را به شهر و میان دژ آورد. دژی را که «سلیمان‌خان» بنا نهاد «سنه‌دژ» نامیدند که بر اثر گذشت زمان و تلفظ‌های گوناگون به «سنه‌دج» و سپس «سنندج» دگرگون شد. سازهٔ اصلی آن از زمان خسروخان اول تا امان‌الله‌خان اول طول کشید. حسنعلی‌خان اردلان، والی سنندج در سال ۱۱۱۶ هجری قمری درمیان دژ حکومتی چند تالار و عمارت بنا می‌کند و سپس مسجد و مدرسه‌ای بزرگ در شهر سنندج برپا می‌کند که دو منار بلند داشته‌است. این دو منار یک‌صد سال پابرجا بود تا اینکه «امان‌الله‌خان اردلان» والی کردستان که مردی سخت مذهبی و تندرو بود، آن را ویران کرده و به جایش مسجد و دو منار و باغی به نام فردوس ساخت.

## وضعیت طبیعی

#### جغرافیا

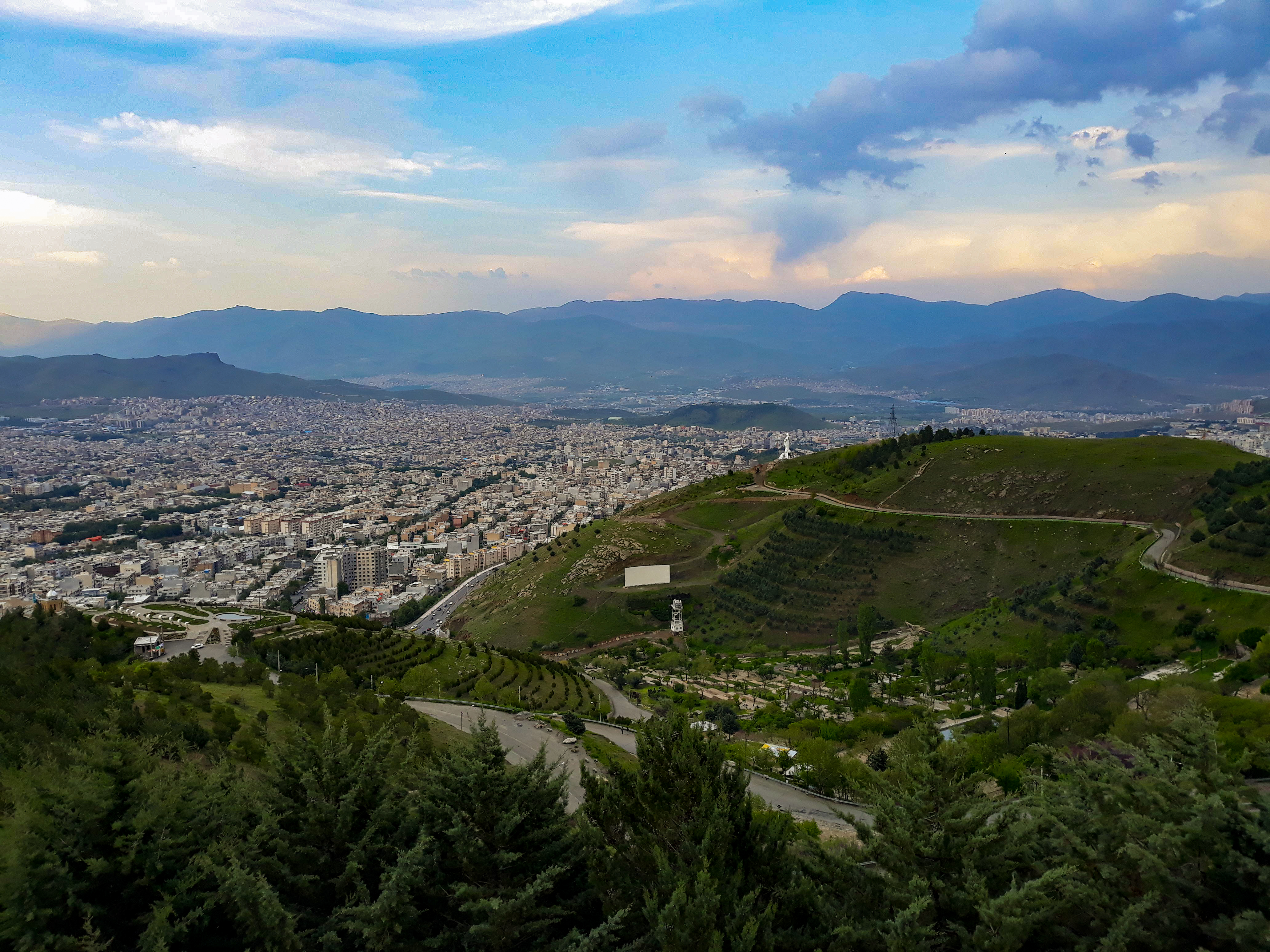
آبیدر(ئاویەر)

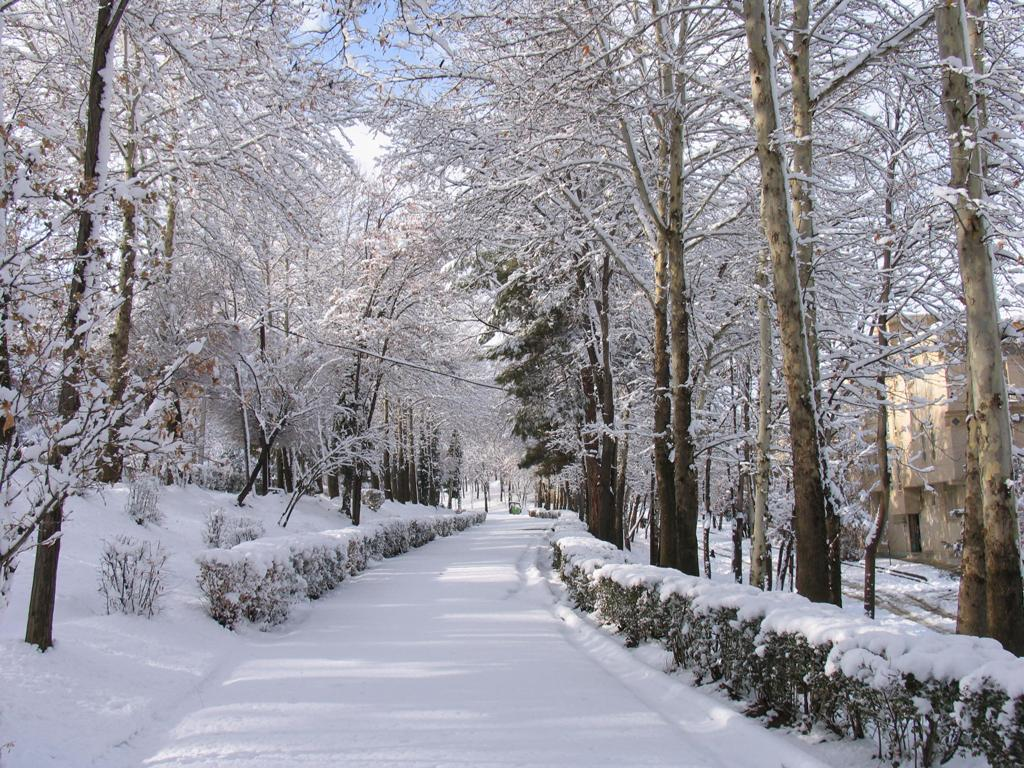
پارک ملت

سنندج، مرکز استان کردستان با گستره‌ای نزدیک به ۳ هزار و پانصد هکتار در غرب ایران و در بخش جنوبی استان کردستان قرار دارد.

#### آب و هوا
آب و هوای شهر سنندج سرد و نیمه‌خشک و گرایش به مرطوب است. در فصل بهار و تابستان هوای معتدل دارد. متوسط دمای سنندج در بهار ۱۵٬۲۰، در تابستان ۲۵٬۲۰، در پاییز ۸٫۴۰ و در زمستان ۳٫۲۰- درجهٔ سانتی‌گراد است. بیشترین دمای ثبت شده در تیر ماه نزدیک °۴۴ و کمترین آن در دی ماه، °۳۱٫۰- درجهٔ سانتی‌گراد است. بارندگی سالانه به‌گونه میانگین ۵۰۰ میلی‌متر بوده و بیشترین روزانه، ۷۷ میلی‌متر است.
| داده‌های اقلیم Sanandaj (1959-2010) | داده‌های اقلیم Sanandaj (1959-2010) | داده‌های اقلیم Sanandaj (1959-2010) | داده‌های اقلیم Sanandaj (1959-2010) | داده‌های اقلیم Sanandaj (1959-2010) | داده‌های اقلیم Sanandaj (1959-2010) | داده‌های اقلیم Sanandaj (1959-2010) | داده‌های اقلیم Sanandaj (1959-2010) | داده‌های اقلیم Sanandaj (1959-2010) | داده‌های اقلیم Sanandaj (1959-2010) | داده‌های اقلیم Sanandaj (1959-2010) | داده‌های اقلیم Sanandaj (1959-2010) | داده‌های اقلیم Sanandaj (1959-2010) | داده‌های اقلیم Sanandaj (1959-2010) |
| ماه                                | ژانویه                             | فوریه                              | مارس                               | آوریل                              | مه                                 | ژوئن                               | ژوئیه                              | اوت                                | سپتامبر                            | اکتبر                              | نوامبر                             | دسامبر                             | سال                                |
| ---------------------------------- | ---------------------------------- | ---------------------------------- | ---------------------------------- | ---------------------------------- | ---------------------------------- | ---------------------------------- | ---------------------------------- | ---------------------------------- | ---------------------------------- | ---------------------------------- | ---------------------------------- | ---------------------------------- | ---------------------------------- |
| سابقهٔ بیش‌ترین °C (°F)              | ۱۷٫۵ (۶۴)                          | ۲۱٫۴ (۷۱)                          | ۲۷٫۶ (۸۲)                          | ۳۲٫۸ (۹۱)                          | ۳۶٫۶ (۹۸)                          | ۴۰٫۴ (۱۰۵)                         | ۴۴٫۰ (۱۱۱)                         | ۴۳٫۰ (۱۰۹)                         | ۳۹٫۴ (۱۰۳)                         | ۳۲٫۳ (۹۰)                          | ۲۶٫۰ (۷۹)                          | ۲۲٫۹ (۷۳)                          | ۴۴ (۱۱۱)                           |
| میانگین بیش‌ترین °C (°F)            | ۵٫۵ (۴۲)                           | ۷٫۹ (۴۶)                           | ۱۳٫۷ (۵۷)                          | ۱۹٫۵ (۶۷)                          | ۲۵٫۵ (۷۸)                          | ۳۲٫۷ (۹۱)                          | ۳۷٫۰ (۹۹)                          | ۳۶٫۵ (۹۸)                          | ۳۱٫۸ (۸۹)                          | ۲۴٫۳ (۷۶)                          | ۱۵٫۴ (۶۰)                          | ۸٫۹ (۴۸)                           | ۲۱٫۵۶ (۷۰٫۹)                       |
| میانگین روزانه °C (°F)             | ۰٫۱ (۳۲)                           | ۲٫۰ (۳۶)                           | ۷٫۱ (۴۵)                           | ۱۲٫۲ (۵۴)                          | ۱۷٫۰ (۶۳)                          | ۲۲٫۷ (۷۳)                          | ۲۷٫۲ (۸۱)                          | ۲۶٫۶ (۸۰)                          | ۲۱٫۲ (۷۰)                          | ۱۵٫۲ (۵۹)                          | ۸٫۴ (۴۷)                           | ۳٫۲ (۳۸)                           | ۱۳٫۵۷ (۵۶٫۵)                       |
| میانگین کم‌ترین °C (°F)             | −۵٫۳ (۲۲)                          | −۳٫۹ (۲۵)                          | ۰٫۵ (۳۳)                           | ۴٫۹ (۴۱)                           | ۸٫۵ (۴۷)                           | ۱۲٫۶ (۵۵)                          | ۱۷٫۵ (۶۴)                          | ۱۶٫۶ (۶۲)                          | ۱۰٫۶ (۵۱)                          | ۶٫۲ (۴۳)                           | ۱٫۴ (۳۵)                           | −۲٫۵ (۲۸)                          | ۵٫۵۹ (۴۲٫۲)                        |
| سابقهٔ کم‌ترین °C (°F)               | −۲۸٫۰ (−۱۸)                        | −۳۱٫۰ (−۲۴)                        | −۱۶٫۰ (۳)                          | −۷٫۰ (۱۹)                          | −۲٫۰ (۲۸)                          | ۳٫۰ (۳۷)                           | ۷٫۰ (۴۵)                           | ۵٫۰ (۴۱)                           | ۱٫۰ (۳۴)                           | −۴٫۶ (۲۴)                          | −۱۴٫۰ (۷)                          | −۲۳٫۶ (−۱۰)                        | −۳۱ (−۲۴)                          |
| بارندگی میلی‌متر (اینچ)             | ۶۲٫۰ (۲٫۴۴)                        | ۶۰٫۷ (۲٫۳۹)                        | ۷۷٫۱ (۳٫۰۴)                        | ۷۱٫۷ (۲٫۸۲)                        | ۳۶٫۵ (۱٫۴۴)                        | ۲٫۲ (۰٫۰۹)                         | ۰٫۹ (۰٫۰۴)                         | ۰٫۴ (۰٫۰۲)                         | ۰٫۹ (۰٫۰۴)                         | ۲۶٫۷ (۱٫۰۵)                        | ۵۶٫۸ (۲٫۲۴)                        | ۵۴٫۰ (۲٫۱۳)                        | ۴۴۹٫۹ (۱۷٫۷۴)                      |
| میانگین روزهای برفی                | ۸٫۰                                | ۶٫۴                                | ۲٫۱                                | ۰٫۳                                | ۰٫۰                                | ۰٫۰                                | ۰٫۰                                | ۰٫۰                                | ۰٫۰                                | ۰٫۰                                | ۰٫۶                                | ۳٫۹                                | ۲۱٫۳                               |
| [ نیازمند منبع ]                   |                                    |                                    |                                    |                                    |                                    |                                    |                                    |                                    |                                    |                                    |                                    |                                    |                                    |

## مردم

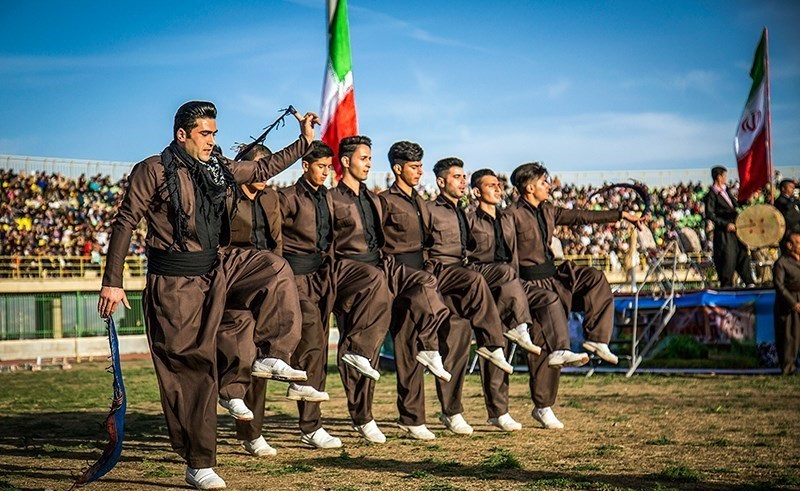
جشن نوروز در استادیوم فوتبال ۲۲ گولان

مردم سنندج، کُرد هستند و به زبان کُردی سورانی و لهجۀ اردلانی سخن می‌گویند. عشایر کرد پراکنده در سنندج شامل کومالی، جاف، مندمی، گلباخی (گلباغی)، شیخ‌اسماعیلی، پیرپیشه، تامازتوزا، کوراکا، لالا، محمود جبرئیلی، بالی‌وند، دراج، بوره‌که، ساکور، لوری کلاه کر، گیوگاش و خه‌ررات هستند. جمعیت شهر اکنون به‌ترتیب متشکل از چم‌شاری‌ها (قشلاخی‌ها)، لیلاخی‌ها، سارالی‌ها، کامیارانی و اورامی‌هاست.
| \| Ethnic composition of Sanandaj \| Ethnic composition of Sanandaj \| Ethnic composition of Sanandaj \| Ethnic composition of Sanandaj \| Ethnic composition of Sanandaj \| \| ------------------------------ \| ------------------------------ \| ------------------------------ \| ------------------------------ \| ------------------------------ \| \| Language \| Language \| \| percent \| percent \| \| کُرد \| کُرد \| \| ۹۸٫۸٪ \| ۹۸٫۸٪ \| \| فارس \| فارس \| \| ۰٫۷٪ \| ۰٫۷٪ \| \| ارمنی و آشوری \| ارمنی و آشوری \| \| ۰٫۰۵٪ \| ۰٫۰۵٪ \| |               |  |         |         |
| Ethnic composition of Sanandaj |               |  |         |         |
| Language | Language      |  | percent | percent |
| کُرد | کُرد           |  | ۹۸٫۸٪   | ۹۸٫۸٪   |
| فارس | فارس          |  | ۰٫۷٪    | ۰٫۷٪    |
| ارمنی و آشوری | ارمنی و آشوری |  | ۰٫۰۵٪   | ۰٫۰۵٪   |

### زبان
زبان مردم سنندج کُردی جنوبی و با گویش اردلانی است. گویش رایج در استان کردستان گویش اردلانی است که در سنندج و شهرهای دیواندره  کامیاران دهگلان و تکاب و مریوان رایج است اما مکریانی گویش دیگر از کردی سورانی است که در شهرستان‌های پیرانشهر، مهاباد، بوکان، بانه، سردشت، و اشنویه، تکاب ، شاهین دژ ، نقده(مکریان) رایج است.
گویش اردلانی یکی از گویش‌های برجستهٔ زبان کردی است که در مناطق سنندج (سنه)، دیواندره، کامیاران و برخی نواحی اطراف رایج است. بر پایهٔ پژوهش زبان‌شناس برجسته الگو:فهرست افراد، اردلانی را باید در چارچوب کردی جنوبی طبقه‌بندی کرد. مکنزی در اثر خود (Kurdish Dialect Studies, 1961) این گویش را از نظر ساخت‌های صرفی، نحوی و واج‌شناختی در کنار گویش‌های جنوبی مانند کرمانشاهی و ایلامی بررسی می‌کند و آن را از کردی مرکزی (سورانی) متمایز می‌سازد. ویژگی‌هایی چون حفظ ساخت ارگاتیو در افعال گذشته، صرف افعال پیچیده، و کاربرد ضمایر پیوسته  ازجمله دلایلی است که مکنزی برای تعلق اردلانی به شاخهٔ جنوبی زبان کردی ارائه می‌دهد. 
گویش اردلانی همچنین از لحاظ واژگان و صرف فعل با سورانی معیار تفاوت‌های محسوسی دارد. بسیاری از واژه‌های اصیل ایرانی در اردلانی حفظ شده‌اند که در سورانی یا حذف شده‌اند یا با معادل‌های عربی یا ترکی جایگزین شده‌اند. در نظام کنونی نیز، اردلانی ساخت‌های صرفی متنوع‌تری را نشان می‌دهد و در برخی موارد، الگوهای کنونی خاص و منحصر به فرد دارد که در سورانی دیده نمی‌شود.

### دین و مذهب

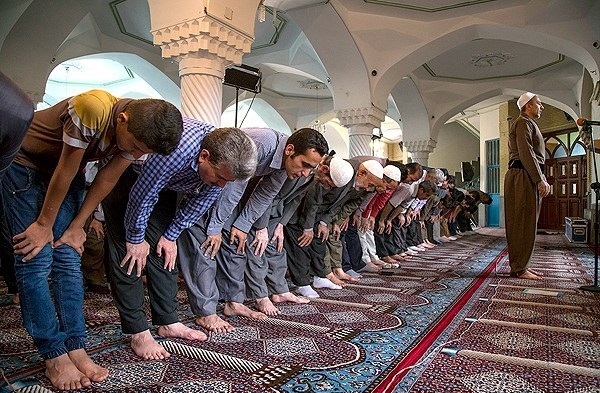
مسجد جامع سنندج

دین مردم سنندج اسلام با مذهب سنی شافعی است. همچنین جمعیتی از مهاجران اهل تشیع (کمتر از ۵٪ جمعیت سنندج) در سنندج زندگی می‌کنند که عمدتاً از کُردهای شیعه هستند و از شهرهای بیجار، قروه، کرمانشاه و …  به این شهر آمده‌اند. اقلیت‌های مسیحی (کاتولیک) و یهودی نیز در گذشته در سنندج زندگی می‌کرده‌اند که در دهه‌های گذشته از این شهر مهاجرت کرده‌اند. هنوز شمار اندکی از یهودیان در این شهر به جا مانده‌اند.   

#### مسیحیان
در گذشته ارمنی‌ها و آشوری‌های مسیحی نیز در این شهر زندگی می‌کردند اما با گذشت زمان از سنندج مهاجرت کردند.

#### یهودیان
مدارس آلیانس در سال ۱۳۱۶ هجری قمری در سنندج مانند شهرهای همدان، اصفهان، شیراز و کرمانشاه که بیشترین تعداد یهودیان را داشتند، تأسیس شدند. یک محله کامل برای یهودیان وجود داشته و قسمت بزرگ تجارت منطقه را در دست داشتند. در زمان‌های گذشته، ۳ یا ۴ کنیسه وجود داشت ولی هم‌اکنون دو کنیسه فعال است. یک کنیسه کهن هم در سنندج وجود دارد که در نزدیک ۱۵۰ سال پیشینه دارد. در کنیسه سنندج، می‌توان کهن‌ترین نُسَخِ سفر تورات را یافت، که ناب‌ترین پوست آهو را دارا است و جوهر آن از جوهر چینی است. شغل یهودیان قدیمی در سنندج، پارچه‌فروشی و خرده‌فروشی بوده‌است. همچنین، برخی از بناهای کهن سنندج، کار یهودیان قدیمی سنندج است.

### جمعیت

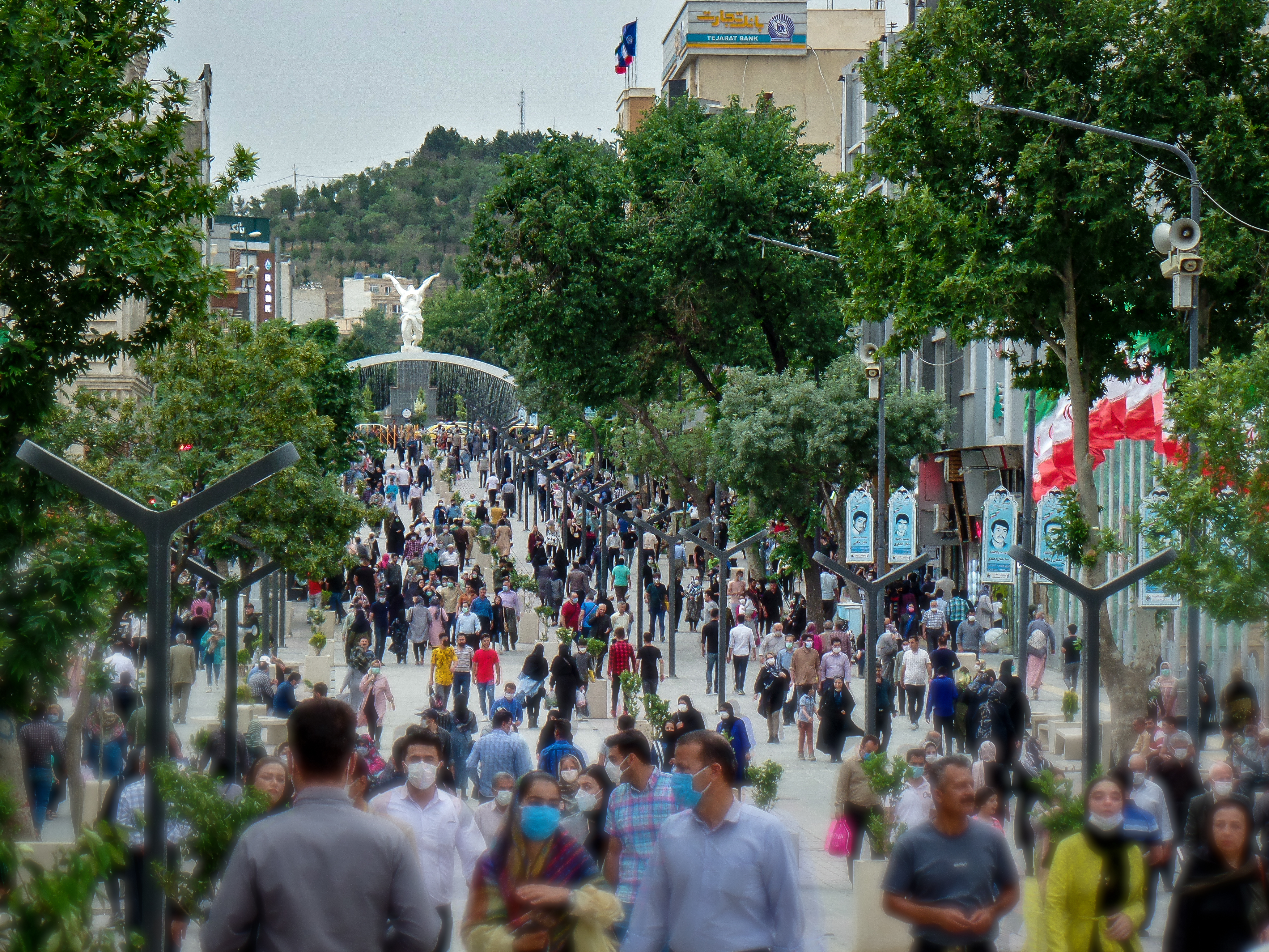
خیابان فردوسی

جمعیت شهر سنندج در سال ۱۳۳۵ برابر با ۴۰٬۶۴۱ نفر با ۷٬۹۰۰ خانوار بوده‌است. در سال ۱۳۴۵ جمعیت شهر به ۵۴٬۵۷۸ نفر و ۱۵٬۱۰۶ خانوار رسیده‌است. نرخ رشد جمعیت در این دوره ۲٫۹۹ درصد بوده‌است که در سنجش با نرخ رشد سایر مراکز استان‌ها در کشور نرخ رشد بالایی می‌باشد. بر پایه سرشماری عمومی نفوس و مسکن سال ۱۳۸۵ خورشیدی، جمعیت شهر سنندج در این سال بالغ بر ۳۳۱٬۴۴۶ نفر بوده که از این تعداد ۱۷۱٬۷۲۳ نفر مرد و ۱۷۱٬۷۲۳ نفر زن بوده‌اند. همچنین تعداد خانوارهای ساکن این شهر، ۸۱٬۳۸۰ خانوار بوده‌است. جمعیت شهر سنندج در سرشماری‌ها از سال ۱۳۳۵ به بعد به گونه زیر بوده‌است.
| سال سرشماری | جمعیت   | رتبه در کشور |
| ----------- | ------- | ------------ |
| ۱۳۳۵        | ۴۰٬۶۴۱  | ۲۲           |
| ۱۳۴۵        | ۵۴٬۵۷۸  | ۲۳           |
| ۱۳۵۵        | ۹۵٬۸۷۲  | ۲۲           |
| ۱۳۶۵        | ۲۰۳٬۹۷۵ | ۲۱           |
| ۱۳۷۰        | ۲۴۴٬۰۲۹ | ۲۲           |
| ۱۳۷۵        | ۲۷۷٬۸۰۸ | ۲۰           |
| ۱۳۸۵        | ۳۱۱٬۴۴۶ | ۲۳           |
| ۱۳۹۰        | ۳۷۳٬۹۸۷ | ۲۲           |
| ۱۳۹۵        | ۴۱۲٬۷۶۷ | ۲۱           |

| مردان  | سن    | زنان   |
| ------ | ----- | ------ |
| ۸٬۳۴۹  | ۶۵+   | ۷٬۴۲۳  |
| ۳٬۰۷۷  | ۶۰–۶۴ | ۳٬۱۲۱  |
| ۴٬۳۷۵  | ۵۵–۵۹ | ۴٬۳۴۴  |
| ۷٬۳۸۵  | ۵۰–۵۴ | ۶٬۳۳۹  |
| ۸٬۵۸۳  | ۴۵–۴۹ | ۸٬۱۳۷  |
| ۱۰٬۱۲۹ | ۴۰–۴۴ | ۹٬۷۲۹  |
| ۱۲٬۳۲۸ | ۳۵–۳۹ | ۱۱٬۶۰۶ |
| ۱۳٬۲۸۱ | ۳۰–۳۴ | ۱۲٬۷۵۱ |
| ۱۶٬۸۴۹ | ۲۵–۲۹ | ۱۶٬۰۳۴ |
| ۲۱٬۶۰۷ | ۲۰–۲۴ | ۲۲٬۴۷۱ |
| ۲۰٬۷۲۰ | ۱۵–۱۹ | ۱۹٬۹۰۸ |
| ۱۴٬۴۵۶ | ۱۰–۱۴ | ۱۳٬۷۴۸ |
| ۱۰٬۵۲۴ | ۵–۹   | ۱۰٬۰۶۶ |
| ۱۰٬۶۹۰ | ۰–۴   | ۱۰٬۰۶۱ |

### نامداران
فهرست مشاهیر و نام‌آوران شهر سنندج در اینجا قابل مشاهده است.

## فرهنگ و هنر

### موسیقی

نشان ثبت سنندج به‌عنوان شهر خلاق موسیقی در شبکۀ شهرهای خلاق یونسکو

جشنواره «دف، نوای رحمت» یک جشنواره سالانه موسیقی و ویژه برای ساز کوبه‌ای دف است که دبیرخانه دائمی آن در شهر سنندج قرار دارد. این جشنواره از سال ۸۴ به‌صورت استانی کار خود را آغاز کرد، در سال ۸۶ به گونه سراسری ادامه یافت اما در نیمه دولت نخست محمود احمدی‌نژاد تا پایان دولت دوم وی حمایت از جشنواره پایان یافت که این خود باعث توقف جشنواره شد، در سال ۱۳۹۳ جشنواره زنده شد و توانست به کار خود ادامه دهد. هفتمین دوره جشنواره در سال ۱۳۹۶ به یک جشنواره بین‌المللی تغییر یافت.
شهر سنندج در تاریخ ۹ آبان ۱۳۹۸ از طرف یونسکو به‌عنوان یکی از شهرهای خلاق موسیقی در شبکۀ شهرهای خلاق ثبت شد.
رقص گریان:
«رقص گریان» یکی از شاخص‌ترین و عرفانی‌ترین گونه‌های رقص کردی در منطقهٔ کردستان مرکزی، به‌ویژه در شهرهای سنندج، کامیاران، دهگلان و نواحی اطراف دیواندره است. این رقص به‌صورت گروهی، اغلب در حلقه‌ای بسته اجرا می‌شود و حرکاتی آرام، درون‌گرایانه و منظم دارد که با ضرب‌آهنگی خاص هماهنگ است.
بر خلاف دیگر رقص‌های پرتحرک کُردی مانند چه‌پی، سیاه‌چمانه یا خرپه‌یی، رقص گریان حال‌وهوایی عرفانی، ملایم و تأمل‌برانگیز دارد. برخی پژوهشگران این رقص را با آیین‌های مهرپرستی و زرتشتی باستان مرتبط می‌دانند.
 ریتم ۷/۸ 
ویژگی موسیقایی برجستهٔ رقص گریان، استفاده از ریتم لنگ ۷/۸ است. این ریتم در موسیقی کردی و به‌ویژه در نواحی کردستان ایران کاربرد فراوان دارد. الگوی رایج ۷/۸ در این سبک معمولاً به صورت ۲+۲+۳ است که ضرب‌آهنگی نوسانی و مواج ایجاد می‌کند:
تَک-تَک / تَک-تَک / تَک-تَک-تَک
این ریتم با حس حرکت نرم و یکپارچهٔ رقص گریان کاملاً هم‌خوان است و در تقویت فضای ملی‌کالیک (melancholic) آن نقش دارد.
ریشه‌شناسی 
واژهٔ «گِریان» در کردی ممکن است با فعل گریان (به‌معنای گریستن) مرتبط باشد، اما در این زمینه بیشتر دلالت بر «حرکت پیوسته و روان» دارد. این رقص اغلب به‌عنوان نمادی از حرکت جمعی، همبستگی، یا سیر درونی و عرفان جمعی تعبیر می‌شود.
سازهای همراه:
رقص گریان معمولاً با سازهایی همچون تنبور، شمشال، دف و گاه سنتور یا نی همراهی می‌شود. تنبور در این رقص نقش ویژه‌ای دارد و اغلب قطعات موسیقایی مخصوص آن در مناطق سنندج و اورامان نواخته می‌شوند.
پیوند با رقص خسروانی 
برخی پژوهشگران،  ازجمله ژان دورینگ و استفان بلوم، به ارتباط احتمالی میان رقص گریان و آیین‌های باستانی رقص خسروانی اشاره کرده‌اند. رقص خسروانی در دوران ساسانیان نوعی رقص و آواز آیینی بوده‌است که با موسیقی مقامی و جنبه‌های عرفانی-دینی همراه بود.
رقص گریان نیز، همچون خسروانی 

### سینماها
نمایش فیلم در سنندج پیش از افتتاح رسمی نخستین سالن، از سال ۱۳۲۰ در مکان «باغ ملی» (سه راه طالقانی کنونی) با دستگاه آپارات سیار بر روی زمین و بدون صندلی در کنار حوض باغ ملی آغاز شد. نخستین سینمای رسمی سنندج، «سینما فردوسی» بود که در زمین باشگاه قدیم ارتش (بان باشگاه) با آپارات زغالی، در سالنی با ظرفیت ۲۰۰ نفر، به نمایش فیلم‌های هندی و مصری به صورت صامت می‌پرداخت. قیمت بلیط این سینما تنها یک ریال بود. پردیس سینمایی بهمن سنندج یک مجموعه سینمایی دارای ۷ سالن سینما، تنها سینمای فعال شهر سنندج است.
همچنین سینمای پارک امیریه در دامنه کوه آبیدر با پرده‌ای در ابعاد ۱۲×۲۵ متر، بزرگ‌ترین سینمای روباز جهان محسوب می‌شود و در فصل تابستان به ویژه، هزاران نفر از مردمی که برای گردش به دامنه کوه آبیدر می‌روند می‌توانند بیننده فیلم‌های سینمایی و سایر برنامه‌ها در این سینما باشند.

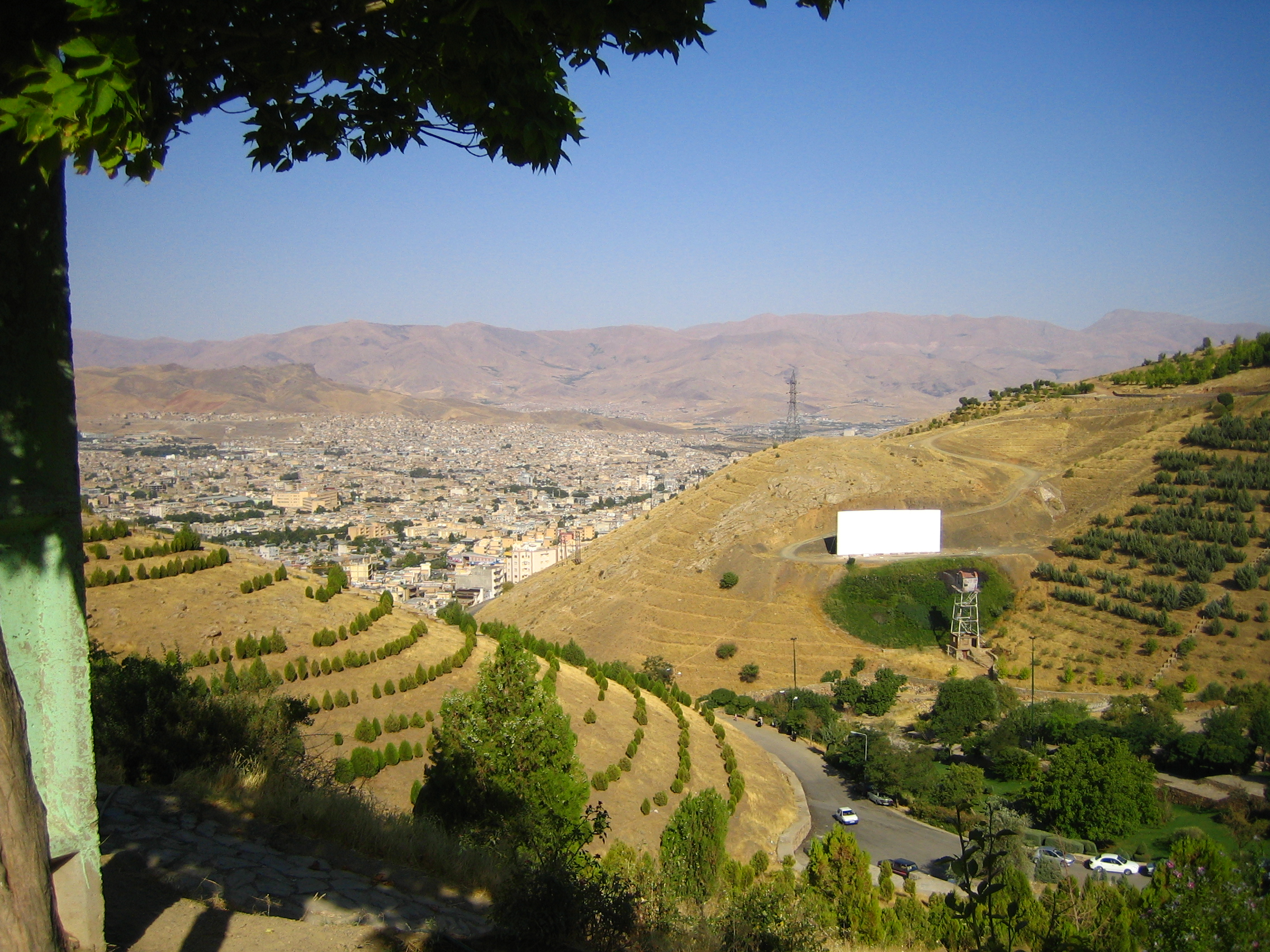
سینمای روباز آبیدر

### کتابخانه‌های عمومی

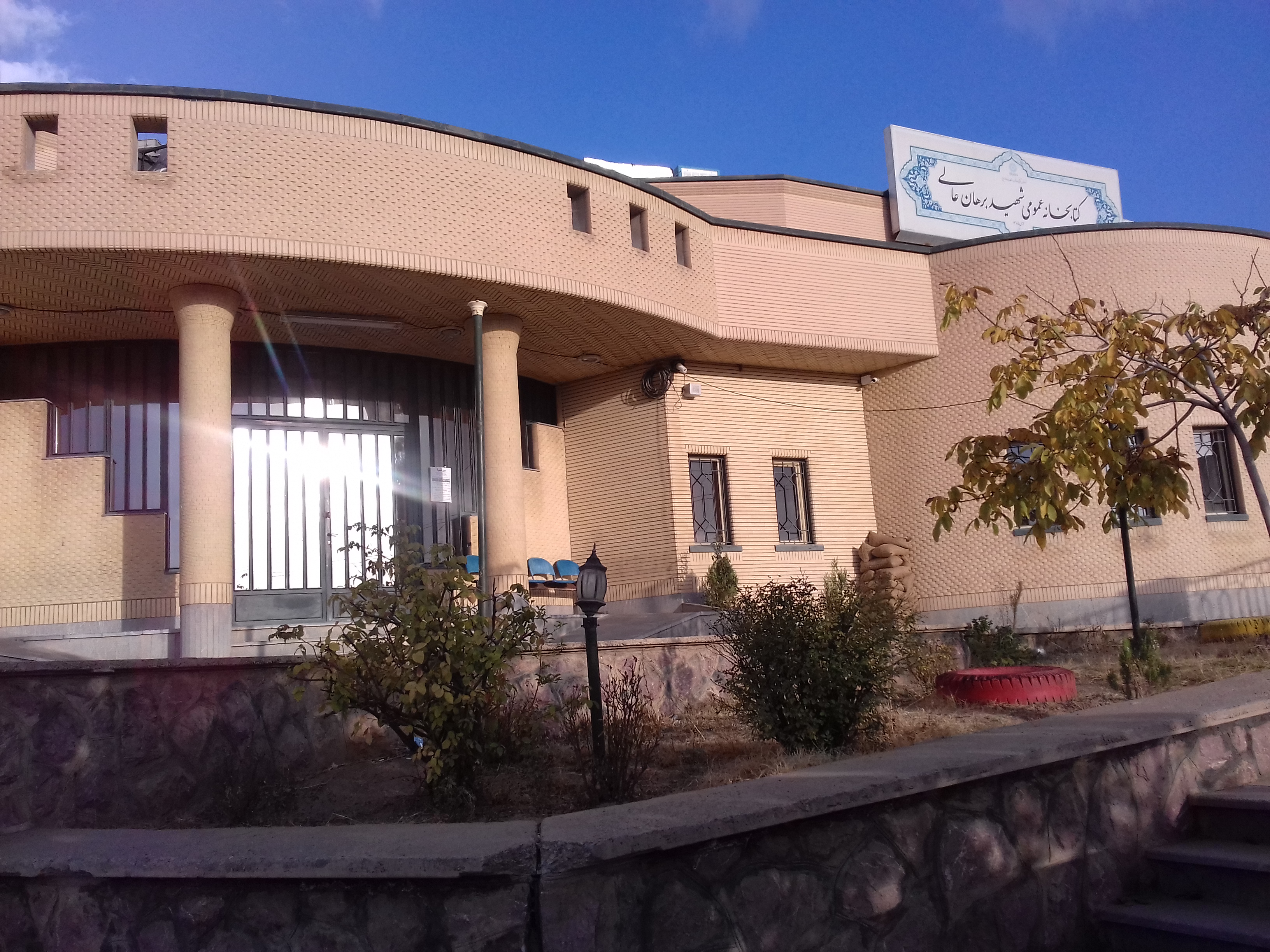
کتابخانه عمومی شهید برهان عالی سنندج

| ردیف | نام             |
| ---- | --------------- |
| ۱    | فردوسی          |
| ۲    | هه‌ژار           |
| ۳    | شهید مطهری      |
| ۴    | امام رضا        |
| ۵    | خاتم‌الانبیاء    |
| ۶    | مستوره اردلان   |
| ۷    | مرکزی           |
| ۸    | شهید برهان عالی |

### جشن‌ها
مردم سنندج نیز مانند دیگر مردمان کُرد جشن‌های چهارشنبه سوری و نوروز را به نام یک جشن ملی و باستانی جشن می‌گیرند.

### روز سنندج
روز سنندج یا روز سنه (به کردی: ڕۆژی سنه) برابر با ۶ اردیبهشت هر سال است. این روز سالروز فرمان شاه صفی بر پایه ساخت شهر سنندج توسط حاکم کردستان سلیمان خان اردلان است. شورای فرهنگ عمومی استان کردستان در سال ۱۳۹۷ نام‌گذاری این روز را به نام «روز سنه» (روز سنندج) تصویب کرد و نخستین مراسم در بزرگداشت آن در ۶ اردیبهشت ۱۳۹۷ برگزار شد.

## مراکز گردشگری و تاریخی

### هتل‌ها
| ردیف | نام                              | درجه    | آدرس           |
| ---- | -------------------------------- | ------- | -------------- |
| ۱    | هتل بین‌المللی لاله (در دست ساخت) | ۵ ستاره | تکیه و چمن     |
| ۲    | هتل پارسیان سنندج (نامعلوم)      | ۵ ستاره | -              |
| ۳    | هتل شادی                         | ۴ ستاره | بلوار پاسداران |
| ۴    | هتل شاهو (نامعلوم)               | ۴ ستاره | بلوار پاسداران |
| ۵    | هتل جهانگردی                     | ۳ ستاره | سه راه شالمان  |
| ۶    | هتل فرهنگیان                     | ۲ ستاره | سه راه شالمان  |
| ۷    | هتل آبیدر                        | ۱ ستاره | خ فردوسی       |
| ۸    | هتل جبار                         | ۱ ستاره | میدان انقلاب   |
| ۹    | هتل هدایت                        | ۱ ستاره | خ فردوسی       |
| ۱۰   | هتل کاج                          | ۱ ستاره | خ فردوسی       |
| ۱۱   | هتل ایثار                        | ۱ ستاره | بلوار ارشاد    |

شهر سنندج دارای ۱۱ هتل می‌باشد که یک هتل  درحال ساخت ۵ ستاره به نام هتل بین‌المللی لاله دارد؛ که در بام سنندج و در آبیدر و رو به شهر  درحال ساخت است.
همچنین سنندج دارای یک هتل چهار ستاره به نام هتل شادی است که با تمامی امکانات رفاهی و گردشگری آماده پذیرایی و استقبال از گردشگران داخلی و خارجی است.

### موزه‌ها
موزه سنندج (عمارت سالار سعید)، خیابان امام خمینی. معماری و ساخت این ساختمان موزه خود نشان از معماری عصر قاجاریه دارد. زیر زمین موزه به شکل حوض خانه ساخته شده و دارای سقف گنبدی شکل با تزیینات و آئینه کاری است و در همین قسمت شاه نشین و حوض سنگی به شکل شش ضلعی ساخته شده‌است. جالب‌ترین قسمت موزه ارسی بزرگ تالار است که ۴سال صرف ساختن آن شده‌است. موزه سنندج بخش باستان‌شناسی و مردم‌شناسی است که در بخش باستان‌شناسی آن اشیای دوره‌های مختلف از ماقبل تاریخ تا دوره قاجار نگهداری می‌شود. در میان اشیای پیش از تاریخ، بخش پیه‌سوزهای مکشوفه از بانه بسیار قابل توجه هستند.
موزه تاریخ طبیعی، خیابان فلسطین. این موزه وابسته به آموزش و پرورش استان کردستان می‌باشد. موزه در برگیرنده پیکره جانوران گوناگون منطقه کردستان است که به صورت علمی تاکسیدرمی (خشک) شده و در ویترین‌های مخصوص به نمایش درآمده‌اند.

### عمارت و خانه‌های تاریخی
از عمارت و خانه‌های تاریخی شهر سنندج می‌توان به عمارت خسروآباد، موزه سنندج، عمارت مشیر دیوان، عمارت امجدالاشراف، عمارت وکیل الملک، عمارت احمدزاده، عمارت فهیمی سردر فهیم، عمارت سرهنگ آزموده اردلان، عمارت ملا لطف‌الله شیخ‌الاسلام، عمارت ملک التجار، مجموعه عمارت شیخ محمد باقر غیاثی، عمارت سالار سعید (موزه سنندج)، عمارت آصف وزیری (خانه کرد)، خانه پیر مرادی، خانه معمار باشی، خانه آیت‌الله شیخ محمد مردوخ کردستانی، خانه گله داری و خانه مجتهدی اشاره کرد.

### حمام‌ها
از حمام‌های تاریخی سنندج می‌توان به حمام شیشه، حمام خان، حمام صلاحی، حمام عبدالخالق، حمام عمارت آصف، حمام عمارت ملالطف الله شیخ الاسلام، حمام وکیل الملک، اشاره کرد.

### دیگر آثار تاریخی
پل تاریخی قشلاق واقع در شرق سنندج، بر روی رودخانه قشلاق ساخته شده که از آثار دوره صفویه و زندیه است.
- ساختمان شهرداری این ساختمان در زمان دولت دکتر مصدق و توسط «ابراهیم مختار پوریان» معمار سنندجی ساخته شده‌است.

### جاذبه‌های مذهبی
سنندج بالغ بر ۱۴۰ مسجد دارد، بیشتر منابع از شهر سنندج به‌عنوان شهر مساجد ایران یاد می‌کنند.

#### مساجد
از مساجد تاریخی سنندج می‌توان به مسجد و زیارتگاه هاجره خاتون، مسجد امین، مسجد خورشید لقا خانم، مسجد دارالاحسان، مسجد دارالامان، مسجد رشید قلعه بیگی، مسجد وکیل، مسجد وزیر اشاره کرد.

#### دارالقران بین‌المللی سنندج
هم‌اکنون  درحال ساخت است که به گفته سید محمد حسینی شاهرودی نماینده ولی فقیه در استان کردستان هدف آن را ایجاد زیرساخت‌های لازم برای توسعه فرهنگ قرآنی بیان کرده‌است.

#### امامزاده‌ها

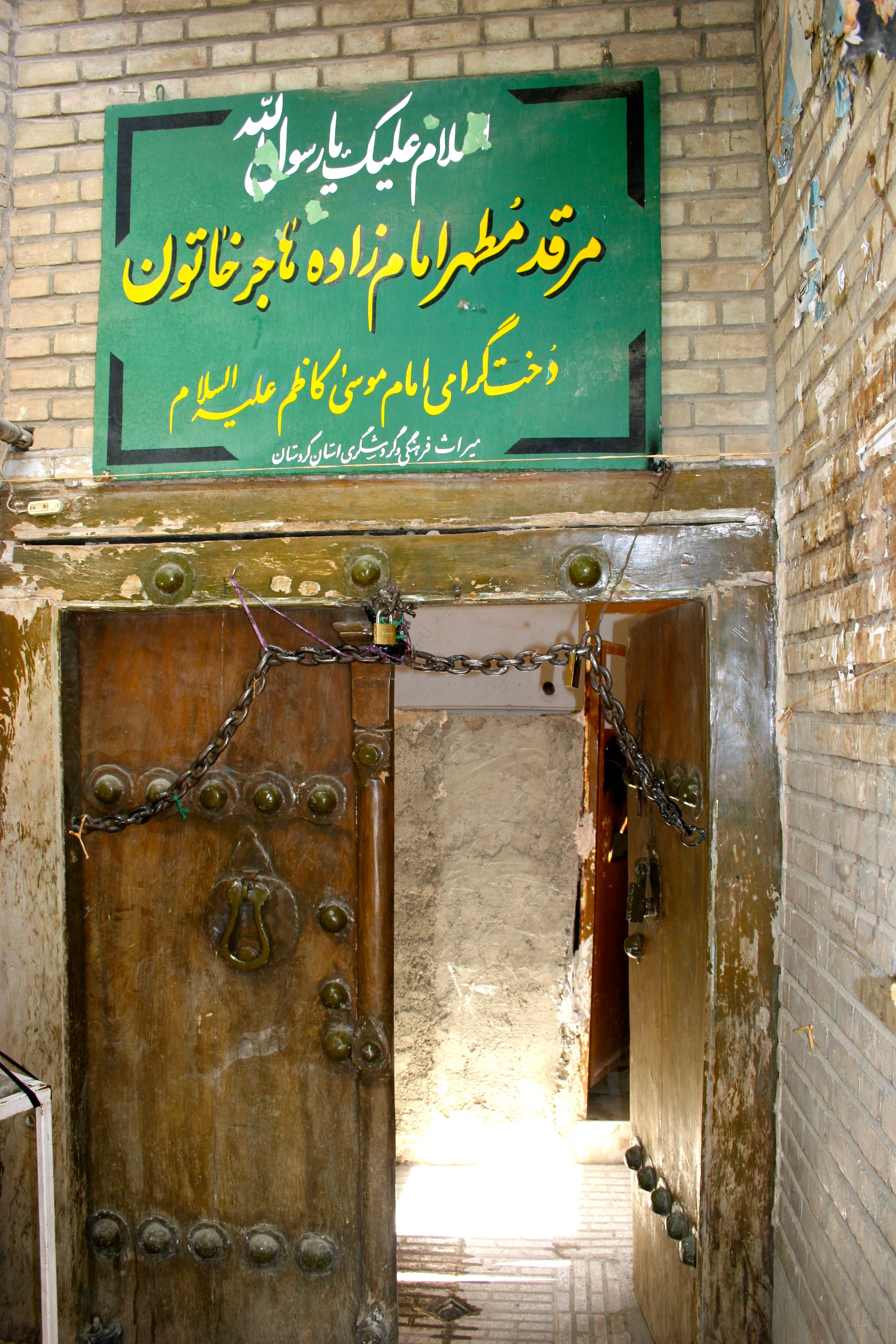
نگاره‌ای از درب قدیمی مسجد و زیارتگاه هاجر خاتون. هاجر خاتون دختر موسی کاظم و خواهر علی بن موسی الرضا است و مرقد او در مسجدی در این شهر قرار دارد.

از دیگر مکان‌های مذهبی اسلامی می‌توان به، امامزاده پیرعمر سنندج، امامزاده پیرمحمد، مقبره شرف الملک اردلان، مقبره شیخ محمد باقر غیاثی و مقبره هاجر خاتون خواهر علی بن موسی الرضا اشاره کرد.

#### مکان‌های مذهبی دیگر ادیان
از مکان‌های مذهبی دیگر ادیان که  درحال حاضر پابرجا مانده‌است می‌توان به کلیسای سنندج و کنیسه یهودیان سنندج اشاره کرد.

#### جشن‌های مذهبی
مردم سنندج، عید فطر و عید قربان و میلاد پیامبر را به عنوان اعیاد مذهبی، جشن می‌گیرند.
از دیگر جاذبه‌های شهر سنندج مراسم عرفانی دراویش می‌باشد که به صورت هفتگی در برخی تکایای آن اجرا می‌گردد و گردشگرانی از این مراسم دیدن می‌نمایند.
در استان کردستان دو فرقه عمده تصوف وجود دارد: قادریه و نقشبندیه

### اماکن تفریحی

#### جاذبه‌های طبیعی
استان کردستان از طبیعتی زیبا برخوردار است و جنگل بخشی از زیبایی‌های استان را شکل بخشیده‌است. جنگل‌های استان در اطراف شهرهای بانه و مریوان واقع شده و بعد از جنگل‌های شمال کشور در درجهٔ دوم اهمیت قرار دارد. معروف‌ترین درختان جنگلی این جنگل‌ها بلوط، گلابی، زبان گنجشک (ون)، گردو، سیب وحشی، پسته وحشی، زالزالک، آلبالو جنگلی، بادام تلخ، افرا و درخت‌هایی مانند گز و بید وحشی در کنار رودخانه‌است. از جاذبه‌های طبیعی می‌توان جنگل‌های اطراف سنندج که مساحت آن حدود ۷۸٬۰۰۰ هکتار است و در جنوب سنندج واقع شده‌اند، پارک جنگلی آبیدر، پارک ملت نام برد.

مناظر اطراف جاده سنندج، کامیاران.

باغ‌سازی نزد ایرانیان سابقه دیرینه‌ای دارد. در این میان چهار باغ به خاطر چهار عنصر مقدس و گردونه زندگی، از اهمیت خاصی برخوردار بود.
باغ‌سازی در کردستان  به‌دلیل علاقه‌مندی والیان کردستان به سبک معماری ایرانی و باغ‌سازی ایرانی، رونق و گسترش یافت. از چندین چهار باغ، اکنون فقط نام برخی از آن‌ها در کردستان باقی مانده‌است برخی از .. باغ‌های این شهر.. عبارت است از باغ امیریه، باغ امانیه و چهارباغ خسروآباد که یکی از زیباترین چهار باغ‌هایی که در ایران پس از چهار باغ اصفهان ساخته شد بود. این باغ که دقیقاً به وسیلهٔ چهار خیابان به چهار قسمت تقسیم شده بود، تا حدود سال ۱۳۴۵ نیز موجود بود، اما شهرسازی جدید موجب شد تا به جای آن خانه‌هایی که اکنون پیرامون این عمارت وجود دارند، احداث شوند. جز درختان پیرامون عمارت و جوی آب مرکزی، دیگر عناصر چهار باغ از بین رفته و بسیاری از درختان و حوضچه‌ها نابود شده‌اند.

#### قلل مرتفع
به علت کوهستانی بودن منطقه هر ساله تعداد بسیاری از کوهنوردان به قلل مشهور و مرتفع سنندج صعود می‌نمایند.
مهم‌ترین قلل این شهرستان عبارتند از: آبیدر، سلطان سراج الدین، آوالان در جنوب سنندج، خاتون شیشه‌ڕێ در شرق سنندج (گردنه لیلاخ) شاه نشین در ژاوه رود، کوه کوچک در جنوب غربی و کوه چرخ لان در جنوب غربی سنندج.

#### مجموعه پارک تفریحی آبیدر

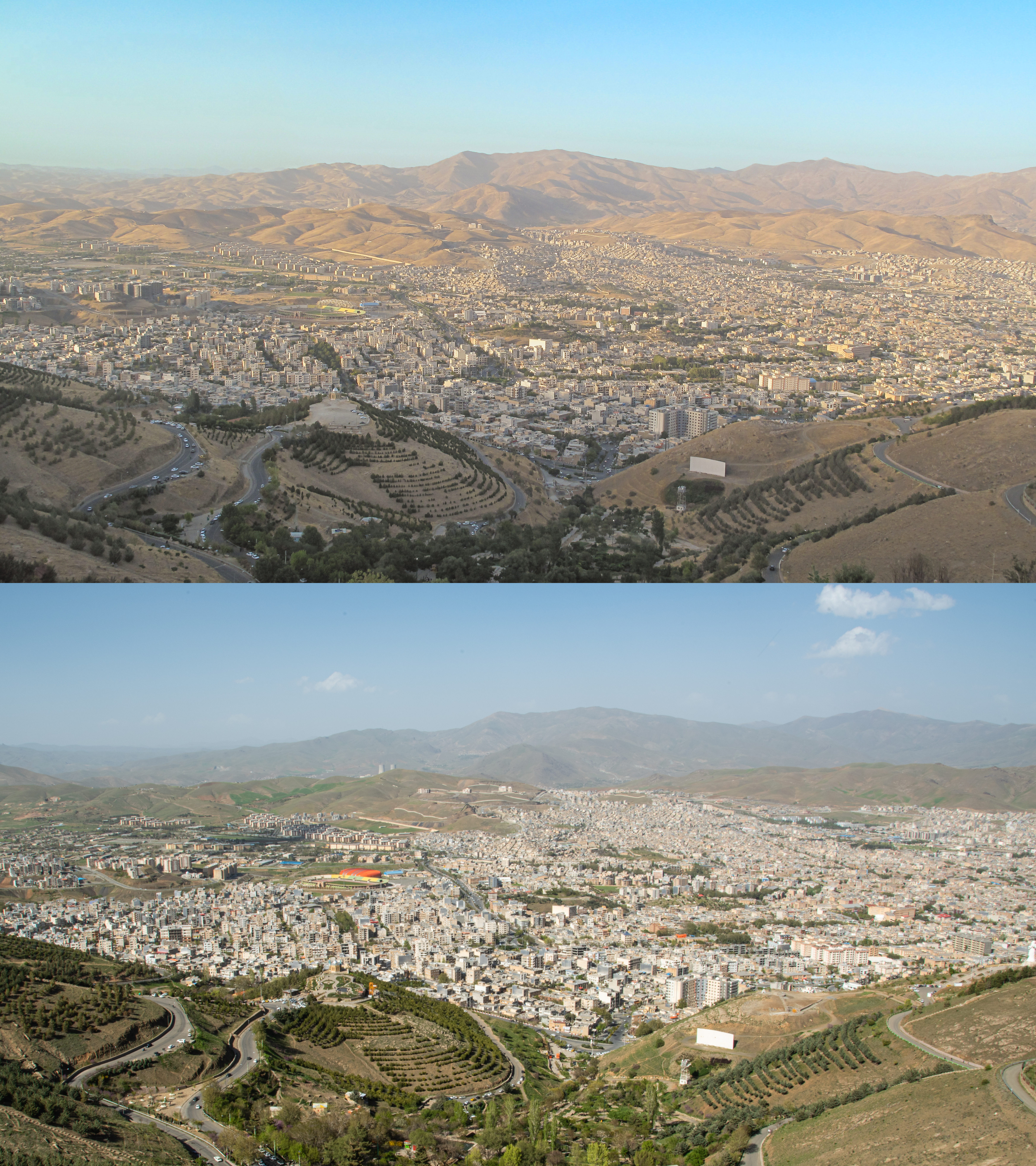
نمای شهر سنندج و پارک آبیدر در سال ۲۰۱۵ و ۲۰۲۲

این مجموعه در غرب سنندج و در انتهای خیابان آبیدر بر دامنه کوه آبیدر قرار گرفته‌است. شهر سنندج از فراز این پارک چشم‌انداز بسیار زیبائی دارد. چندین باغ و چشمه طبیعی در این پارک وجود دارد. یکی از بزرگ‌ترین باغ‌های این مجموعه باغ امیریه می‌باشد که دارای سینما نیز می‌باشد. این مجموعه از قدیم‌الایام تفریحگاه مردم سنندج بوده و کوه آبیدر دارای محبوبیت خاصی میان مردم است. مجسمه‌ای در یادبود مقاومت مردم کردستان در جنگ در پارک آبیدر ساخته شده‌است که از آثار هادی ضیاءالدینی است. این مجسمه پدری کُرد را نشان می‌دهد که دو فرزندش را در آغوش کشیده و رو به سوی شهر سنندج دارد. این مجسمه ۱۵ متر ارتفاع دارد و بر روی فونداسیونی به ارتفاع ۷ متر قرار گرفته‌است و بلندترین مجسمهٔ ایران به‌شمار می‌آید.

#### سد وحدت
از دیگر جاذبه‌های سنندج می‌توان به سد وحدت اشاره کرد.

## محله‌ها
از محلات رسمی شهری سنندج می‌توان به پل بند (نظام‌آباد)، چهارباغ، تازآباد، سرتپوله، آغه زمان، قطارچیان، قلعه چهارلان، میدان اقبال، پادگان، اکباتان، عباس‌آباد، پردیس، مردوخ، شالمان، تختی، شهرک بهاران، پاسداران (۶ بهمن)، کلکه جار، جار نصرالله‌خان، مبارک‌آباد، جورآباد بالا و پایین، تقتان، شریف‌آباد، بردشت، گریاشان، گلشن، سپور آباد، پیرمحمد و بهارمست اشاره کرد.
از سایر محلات شهر که بعدها و با گسترش شهر به سنندج پیوستند می‌توان به فرجه، حاجی‌آباد، چم حاجی نسه، تپه شیخ محمد باقر، گردی گرول، غفور (زورآباد پیشین)، تقتقان، کانی کوزله، کمربندی، شهدا (فرح) و عباس‌آباد اشاره کرد.

## سیاست

### دفتر نمایندگی وزارت امورخارجه
در تاریخ ۰۲–۰۷–۱۳۹۲ دفتر نمایندگی وزارت امور خارجه در سنندج به افتتاح رسید.
این دفتر در محله مبارک آباد سنندج در خیابان جمیل شهسواری واقع شده‌است.

### شهرداری
شهرداری سنندج، مؤسسه عمومی غیردولتی است که در ۱۳۰۰ خورشیدی با نام بلدیه ایالت کردستان، تأسیس شد و اداره شهر سنندج را به عهده دارد. مسئولیت اداره این سازمان با شهردار سنندج است که پیش از این با حکم وزیر کشور ایران منصوب می‌گردید اما اکنون از طریق آرای شورای شهر سنندج انتخاب می‌شود. ساختمان شهرداری سنندج اولین ساختمان شهرداری سنندج به شیوه مدرن است که در زمان مصدق ساخته شده‌است. شهردار سنندج از مهر ۱۴۰۰، سید انور رشیدی است.
شهرداری سنندج، شامل ۳ منطقه شهری و ناحیه ویژه بهاران است که اداره هر منطقه به عهده شهردار آن منطقه که توسط شهردار سنندج انتخاب می‌شود و با نظارت «معاون امور مناطق» فعالیت می‌کند.

## اقتصاد

### صنعت
شهر سنندج دارای نیروگاه سیکل ترکیبی و چهار شهرک صنعتی است.
شرکت تراکتورسازی کردستان نیز که در سنندج مستقر است در تاریخ ۱۵/۴/۸۴ به ثبت رسیده‌است و  درحال حاضر تراکتورهای موردنیاز استان‌های غرب ایران را تأمین می‌کند.
صنایع کارخانه‌ای نساجی، کفاشی، چرم‌سازی، تولید شیر پاستوریزه، کاغذسازی، تولیدات شیمیایی، تولیدات برق و الکترونیک و فلزی، تولیدات کانی غیر فلزی، فراورده‌های غذایی و داروسازی  ازجمله صنایع شهرستان سنندج هستند. 
در این شهرستان معادن زیادی نیز وجود دارد که به علت مرغوبیت جنبه صادرات دارند.
شهر سنندج یکی از مراکز مهم قالی‌بافی ایران است که قالی‌های آن به صورت بسیار ظریف و تک‌پود با گره متقارن بافته می‌شود.
سد مخزنی وحدت (قشلاق)، که در ده کیلومتری شمال شهر بر رودخانه قشلاق احداث شده و دریاچه وحدت را به وجود آورده‌است و همچنین سد آزاد یک سد سنگریزه‌ای با هسته رسی است که در ۴۰ کیلومتری غرب سنندج در استان کردستان ساخته شده‌است. آب آشامیدنی اهالی سنندج را تأمین می‌کنند.
مجتمع پتروشیمی کردستان در جاده سنندج- کرمانشاه و در فاصله ۶ کیلومتری سنندج و در مجاورت روستای «سرنجیانه» سنندج واقع است و بزرگ‌ترین واحد صنعتی این شهر به‌شمار می‌رود. این مجتمع در اسفند ۹۵ به بهره‌برداری رسید. مجتمع پتروشیمی کردستان، یکی از ۸ مجتمع پتروشیمی‌است که در مسیر خط لوله اتیلن غرب، در استان‌های غربی ایران ساخته می‌شود.
نیروگاه سیکل ترکیبی سنندج شامل چهار واحد گازی و دو واحد بخار با ظرفیت نامی ۹۵۶ مگاوات در هفت کیلومتری این شهر قرارداد.

### بازارها
مشهورترین و تاریخی‌ترین بازارهای سنندج عبارت اند از بازارتاریخی سنندج و بازار سرتپوله.
بازار سنندج در دو طرف خیابان انقلاب قرار گرفته و در سال ۱۰۴۶ ه‍.ق هم‌زمان با مرکزیت شهر سنندج به‌عنوان مرکز حکومت اردلان‌ها ساخته شده‌است. پلان این بازار به صورت مستطیل بزرگی است که در اثر خیابان کشی دوران حکومت پهلوی به دو بخش تقسیم شده و بخش شمالی آن بازار سنندجی است و بخش جنوبی آن بازار آصف نام گرفته‌است.

## ترابری

### فرودگاه
فرودگاه بین‌المللی سنندج در جنوب شرقی شهر سنندج و در ابتدای جاده سنندج – کرمانشاه قرار گرفته‌است.

#### پرواز داخلی
درحال حاضر در نوبت صبح روزانه یک پرواز از سنندج به تهران و بلعکس توسط شرکت آسمان و در نوبت بعدازظهر نیز یک پرواز توسط هواپیمایی قشم از سنندج به تهران و بالعکس انجام می‌شود.

### راه‌آهن
پس از ۱۸ سال، راه‌آهن همدان-سنندج در ۱۱ آبان ۱۴۰۲ گشوده‌شد.

### پایانه اتوبوس‌رانی
سنندج دارای دو پایانهٔ مسافربری مرکزی و شمال‌غرب است. در این دو پایانه ۲۴ تعاونی فعال هستند که ۱۳ تعاونی اتوبوسرانی، شش تعاونی مینی‌بوسرانی و پنج تعاونی سواری آمادهٔ خدمت‌رسانی به مسافران هستند.

### تاکسی
بیش از ۳۲۰۰ تاکسی در سنندج فعالیت دارند.

## شهرهای خواهرخوانده
- سلیمانیه، اقلیم کردستان
- وین، اتریش[۸۷][۸۸]

## نگارخانه

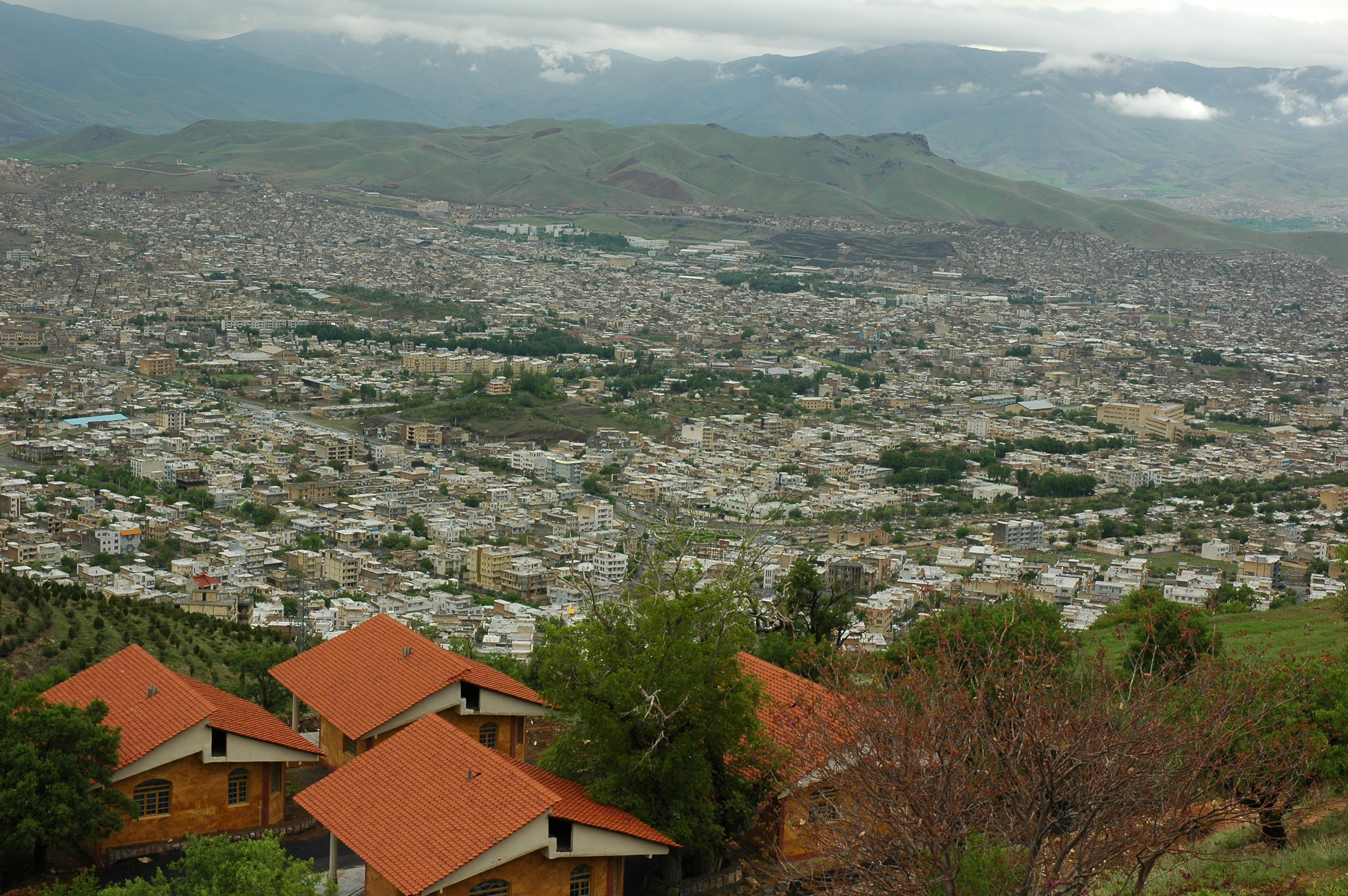
نمایی از سنندج
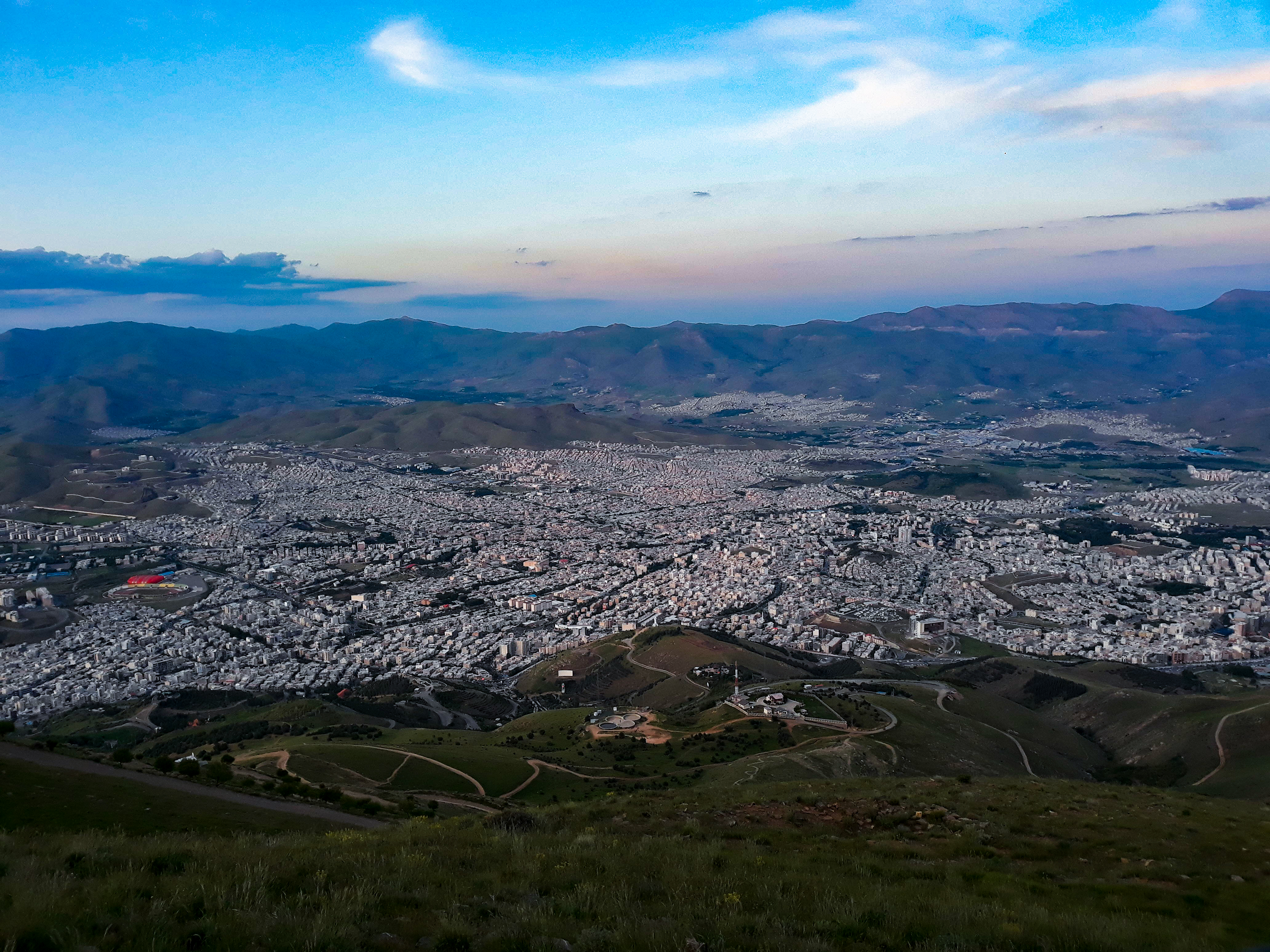
دورنمای سنندج از قله آبیدر کوچک